# Ведущий — ведомый
«Ведущий — ведомый» (англ. master/slave) — модель взаимодействия в вычислительных комплексах, телекоммуникационных и информационных системах, в которой одно главное устройство (ведущее устройство) или процесс осуществляет однонаправленное управление подчинённым (ведомое устройство) устройством или процессом или их группой. В некоторых системах ведущий (мастер) выбирается из группы подходящих для этого устройств, остальные устройства в группе продолжают работать в режиме ведомых. Например, при репликации баз данных ведущий узел базы данных (мастер-реплика) устанавливается в качестве авторитетного источника данных, а дополнительные, ведомые реплики, синхронизируются с ним.
В ряде реализаций допускается несколько ведущих устройств, например, в сетях Profibus используется метод передачи маркера, зависящий не от топологического расположения ведущих устройств в сети, а от сетевого адреса ведущего. Одно ведомое устройство в такой сети должно иметь только одного конкретного ведущего; ведущее устройство вместе с назначенными ему ведомыми составляют выделенную «мастер-систему».
В некоторых случаях, несмотря на использование соответствующей терминологии, модель реализуется не в полной мере, например, в технологии интерфейсов жёстких дисков PATA ни одно из устройств не контролирует другое и не имеет над ним какого-либо приоритета, но при этом для маркировки уникального номера устройства на шине используются термины Master (0) и Slave (1).